# Валь-Сюран
Валь-Сюран (фр. Val Suran) — муніципалітет у Франції, у регіоні Бургундія-Франш-Конте, департамент Жура. Валь-Сюран утворено 1 січня 2017 року шляхом злиття муніципалітетів Бурсія, Лувенн, Сен-Жульєн i Вільшантрія. Адміністративним центром муніципалітету є Сен-Жульєн. Населення — 782 особи (01.01.2021).